# Щучье (озеро, Вытегорский район)
Щучье — пресноводное озеро на территории Девятинского сельского поселения Вытегорского района Вологодской области.

## Физико-географическая характеристика
Площадь озера — 0,7 км². Располагается на высоте 186,8 метров над уровнем моря.
Форма озера лопастная, продолговатая: оно почти на полтора километра вытянуто с юго-запада на северо-восток. Берега изрезанные, каменисто-песчаные, местами заболоченные.
Из залива на южной стороне озера берёт начало река Щучья Южка, приток реки Юги, впадающей в реку Андому, впадающую, в свою очередь, в Онежское озеро.
Ближе к юго-западной оконечности озера расположен один относительно крупный (по масштабам водоёма) остров без названия.
Населённые пункты и автодороги вблизи водоёма отсутствуют.
Код объекта в государственном водном реестре — 01040100611102000019845.